# Бона Люксембургска (1315 – 1349)
Вижте пояснителната страница за други личности с името Бона.
Бона Люксембургска, родена Юта, Гута (на френски: Bonne de Luxembourg, на чешки: Jitka Lucemburská; на немски: Jutta von Luxemburg, Guta, * 20 май 1315, Прага; † 11 септември 1349, Абатство Мобюисон около Понтуаз, Франция) от род Люксембурги, е принцеса от Бохемия и чрез женитба трон-принцеса на Франция.

## Произход
Тя е втората дъщеря на краля на Бохемия Ян Люксембургски (1316 – 1346) и първата му съпруга Елишка Пршемисловна (1292 – 1330), дъщеря на Вацлав II. По-голяма сестра е на император Карл IV (1316 – 1378).

## Годежи
Бона е сгодена на шест години и отива във Вартбург през 1321 г. при бъдещия ѝ съпруг Фридрих II „Сериозния“ (1310 – 1349) от род Ветини, по-късният маркграф на Майсен. През 1323 г. тя е изпратена обратно при баща ѝ, понеже Ветините се присъединяват към Лудвиг Баварски и Фридрих трябва да се ожени за неговата дъщеря Матилда, което става през 1328 г.
След това Бон е обещана на по-късния граф Хайнрих IV от Бар, но и този проект се проваля.
Бон е сгодена за френския престолонаследник принц Жан II „Добрия“ (1319 – 1364), синът на крал Филип VI от династия Валоа, а нейният брат Карл (по-късният император) за Бланка Маргарета Валоа, дъщерята на Филип.

## Брак и смърт
На 2 януари 1332 г. Ян Люксембургски и Бона пристигат в Париж. На 6 август 1332 в Мелюн Бон, вече на 17 години, се омъжва за 13-годишния Жан. Той е обявен на 17 февруари 1332 г. за пълнолетен и има титлата „херцог на Нормандия“ и „граф на Анжу и Мен“. Тогава тя си сменя името от Гута на Бона (Бон) на френски.
Заради красотата и образованието си тя бързо започва да има влияние във френския двор. Нейните противници разказват, че имала изневери.
На 11 септември 1349 г. Бона умира от чума. Тя не става кралица на Франция, понеже нейният съпруг се възкачва на трона едва на 22 август 1350 г., след смъртта на баща му Филип VI.

## Деца
Бон и Жан II Добрия имат от 1336 г. за дванадесет години 11 деца, от които седем порастват:
- Шарл V Мъдри (1338 – 1380), крал на Франция от 1364 г.
- Луи I Валоа-Анжуйски (1339 – 1384), граф или херцог на Анжу от 1350 или 1360 г., от 1382 титулярен крал на Неапол
- Жан Берийски(1340 – 1416), херцог на Бери и Оверн от 1360 г.
- Филип II Смели (1342 – 1404), херцог на Бургундия от 1364
- Жана Наварска (1343 – 1373), съпруга на крал Карл II Злия от Навара
- Мария (1344 – 1404), съпруга на херцог Робер I от Бар
- Изабела дьо Валоа (1348 – 1372), съпруга на Джан Галеацо Висконти, херцог на Милано, майка на Валентина Висконти (1366 – 1408), омъжена за братовчед си херцог Луи Орлеански, малкият син на крал Шарл V.

- Шарл V,
син
- Луи I Анжу,
син
- Жан дьо Бери,
син
- Филип Бургудски,
син

## Галерия
- Фамилно дърво на Бон Люксембургска по бащина линия
- Илюстрирана страница от псалтира на Бон Люксембургска
- Трима живи и трима мъртви – псалтир на Бон – музей Метрополитен